# Les Aventures extraordinaires de Mr West au pays des bolcheviks
Pour plus de détails, voir Fiche technique et Distribution.
Les Aventures extraordinaires de Mr West au pays des bolcheviks, aussi connu sous Les Extraordinaires Aventures de M. West au pays des bolcheviks (en russe : Необычайные приключения мистера Веста в стране большевиков), est un film soviétique muet en noir et blanc réalisé par le théoricien du cinéma Lev Koulechov en 1924.

## Synopsis
Mr West est un riche américain capitaliste qui est envoyé en mission dans la Russie bolchévique. Il se prépare à rencontrer des russes moustachus armés de marteaux et de faucilles (caricature du bolchevik).
À son arrivée à Moscou, il déploie fièrement un drapeau des États-Unis et se fait prendre en chasse par un gang de malfrats.
Dans la scène finale, Mr West découvre les beautés du régime soviétique et en tombe amoureux, au point qu'il envoie un télégramme à sa secrétaire, lui demandant d'accrocher un portrait de Lénine à son bureau.

## Fiche technique
- Titre : Les Aventures extraordinaires de Mr West au pays des bolcheviks[réf. nécessaire] ou Les Extraordinaires Aventures de M. West au pays des bolcheviks[2]
- Titre original : Необычайные приключения мистера Веста в стране большевиков, Neobychainye priklyucheniya Mistera Vesta vstrane
- Réalisation : Lev Koulechov
- Scénario : Nikolaï Asseïev, Vsevolod Poudovkine
- Décors : Vsevolod Poudovkine
- Photographie : Alexandre Levitsky
- Musique : Benedict Mason (1984)
- Pays de production :  Union soviétique
- Format : noir et blanc — 1,33:1 — film muet
- Genre : comédie et film de propagande
- Durée : 75 minutes
- Dates de sortie :
  - Union soviétique : 27 avril 1924
  - France : 5 juin 2015 (DVD)[2]

## Distribution
- Porfiri Podobed : Mr. John S. West
- Boris Barnet : Jeddy, le cow-boy
- Aleksandra Khokhlova : la comtesse von Saks
- Vsevolod Poudovkine : Shban
- Sergueï Komarov : l'homme borgne
- Leonid Obolenski : le dandy
- Léon Trotsky : lui-même, images d'archives
- Vera Lopatina : Ellie, l'Américaine
- G. Kharlampiev : Senka Svishch
- Pyotr Galadzhev : un escroc
- S. Sletov : un escroc
- Viktor Latychevski : un escroc
- Andreï Gortchiline : le policier
- Vladimir Fogel : jeune bagarreur

## Réception critique
En 2008, Le Monde loue des mises en scène tourbillonnantes, des mélanges de surimpressions et un montage survolté montrant l'importance que le film put avoir dans l'histoire du cinéma muet mondial.
En 2014, L'Est républicain jugeait positivement le film qui se moquait du capitalisme en retournant avec humour les caricatures qu'elle-même produisait à l'encontre du communisme.
En 2017, Télérama place ce film parmi ceux de l'époque qui ont révolutionné le cinéma russe.